# جامعة ممفيس
جامعة ممفيس هي جامعة بحثية عامة تقع في مدينة ممفيس، تينيسي. تحتوي الجامعة على الكثير من برامج الدراسات العليا والبكالوريوس. صنفت الجامعة من ضمن الجامعات في فئة R1 والتي تحتوي على الجامعات الأكثر نشاطا في البحث العلمي.